# قائمة الحاصلين على ميداليات بارالمبية في النبالة
فيما يلي قائمة الحاصلين على ميداليات بارالمبية في النبالة، في كافة دورات الألعاب البارالمبية منذ إضافة الرياضة لأول مرة في البرنامج البارالمبي في دورة الألعاب البارالمبية الصيفية 1960. الرياضيين في هذه المنافسات يُنافسون على الكراسي المتحركة.

## جدول الميداليات
آخر تحديث لهذا الجدول كان في دورة الألعاب البارالمبية الصيفية 2016 في ريو دي جانيرو في البرازيل.
  *   البلد المضيف (مضيف)
| المرتبة | NPC                    | ذهبية | فضية | برونزية | المجموع |
| ------- | ---------------------- | ----- | ---- | ------- | ------- |
| 1       | الولايات المتحدة (USA) | 19    | 8    | 18      | 45      |
| 2       | بريطانيا العظمى (GBR)  | 17    | 22   | 21      | 60      |
| 3       | فرنسا (FRA)            | 15    | 12   | 12      | 39      |
| 4       | كوريا الجنوبية (KOR)   | 15    | 10   | 13      | 38      |
| 5       | ألمانيا الغربية (FRG)  | 15    | 9    | 9       | 33      |
| 6       | إيطاليا (ITA)          | 8     | 10   | 10      | 28      |
| 7       | الصين (CHN)            | 7     | 6    | 4       | 17      |
| 8       | جنوب إفريقيا (RSA)     | 7     | 4    | 1       | 12      |
| 9       | اليابان (JPN)          | 5     | 12   | 9       | 26      |
| 10      | بلجيكا (BEL)           | 5     | 6    | 2       | 13      |
| 11      | أستراليا (AUS)         | 4     | 9    | 3       | 16      |
| 12      | السويد (SWE)           | 4     | 5    | 3       | 12      |
| 12      | فنلندا (FIN)           | 4     | 5    | 3       | 12      |
| 14      | رودسيا (RHO)           | 4     | 0    | 0       | 4       |
| 15      | النرويج (NOR)          | 3     | 3    | 3       | 9       |
| 16      | إيران (IRI)            | 3     | 2    | 1       | 6       |
| 16      | النمسا (AUT)           | 3     | 2    | 1       | 6       |
| 18      | ألمانيا (GER)          | 3     | 1    | 3       | 7       |
| 19      | كندا (CAN)             | 3     | 0    | 2       | 5       |
| 20      | هولندا (NED)           | 2     | 9    | 3       | 14      |
| 21      | بولندا (POL)           | 2     | 4    | 4       | 10      |
| 22      | سويسرا (SUI)           | 2     | 3    | 4       | 9       |
| 23      | جمهورية التشيك (CZE)   | 2     | 2    | 2       | 6       |
| 24      | روسيا (RUS)            | 2     | 1    | 2       | 5       |
| 25      | الدنمارك (DEN)         | 2     | 0    | 2       | 4       |
| 26      | جزيرة أيرلندا (IRL)    | 1     | 1    | 0       | 2       |
| 26      | نيوزيلندا (NZL)        | 1     | 1    | 0       | 2       |
| 28      | سلوفاكيا (SVK)         | 1     | 0    | 2       | 3       |
| 29      | تركيا (TUR)            | 1     | 0    | 1       | 2       |
| 30      | الفريق الموحد (EUN)    | 1     | 0    | 0       | 1       |
| 30      | المكسيك (MEX)          | 1     | 0    | 0       | 1       |
| 30      | منغوليا (MGL)          | 1     | 0    | 0       | 1       |
| 33      | إسبانيا (ESP)          | 0     | 2    | 1       | 3       |
| 34      | تايلاند (THA)          | 0     | 2    | 0       | 2       |
| 35      | أوكرانيا (UKR)         | 0     | 1    | 0       | 1       |
| 35      | ماليزيا (MAS)          | 0     | 1    | 0       | 1       |
| 37      | تايبيه الصينية (TPE)   | 0     | 0    | 2       | 2       |
| المجموع | المجموع                | 163   | 153  | 141     | 457     |

## قائمة المتوجين

### المسابقات السابقة
- بطولة الجولة المترية المتقدمة المفتوحة[الإنجليزية] (أُقيمت بين 1976 و1984).
- بطولة جولة ألبيون المفتوحة[الإنجليزية] (أُقيمت بين 1964 و1968).
- بطولة جولة كولومبيا المفتوحة[الإنجليزية] (أُقيمت بين 1960 و1968).
- بطولة جولة فيتا المفتوحة[الإنجليزية] (أُقيمت بين 1960 و1988).
- بطولة جولة المبتدئين المفتوحة[الإنجليزية] (أُقيمت في 1976).
- بطولة الجولة المترية القصيرة المفتوحة[الإنجليزية] (أُقيمت بين 1972 إلى 1984).
- بطولة جولة القديس نيكولاس المفتوحة[الإنجليزية] (أُقيمت بين 1960 و1976).
- بطولة جولة وندسور المفتوحة[الإنجليزية] (أُقيمت في 1960).

### مسابقات الرجال

#### فردي الرجال للكراسي المتحركة دبليو 1
| Event        | الذهبية                           | الفضية                             | البرونزية                      |
| ------------ | --------------------------------- | ---------------------------------- | ------------------------------ |
| برشلونة 1992 | كويتشي ميناميي · اليابان          | ريتشارد سبيزيري · الولايات المتحدة | جيامبييرو ميركانديلي · إيطاليا |
| أتلانتا 1996 | أوك سو لي · كوريا الجنوبية        | جابي والسترا · هولندا              | أودو وولف · ألمانيا            |
| سيدني 2000   | زدينيك سيبيك · جمهورية التشيك     | أوليفييه هاتيم · فرنسا             | ديجان ميلادينوفيتش · فرنسا     |
| أثينا 2004   | جون كافاناه · بريطانيا العظمى     | أندرس جرونبرغ · السويد             | جيفري فابري · الولايات المتحدة |
| بكين 2008    | ديفيد دراهونيسكي · جمهورية التشيك | جون كافاناه · بريطانيا العظمى      | جيفري فابري · الولايات المتحدة |

#### فردي الرجال للكراسي المتحركة دبليو 2
| Event        | الذهبية                     | الفضية                        | البرونزية                      |
| ------------ | --------------------------- | ----------------------------- | ------------------------------ |
| برشلونة 1992 | أورازيو بيتزورني · إيطاليا  | هيرمان نورتمان · ألمانيا      | أودو وولف · ألمانيا            |
| أتلانتا 1996 | مارتي رانتافوري · فنلندا    | كورت ماكافيري · سويسرا        | كويتشي ميناميي · اليابان       |
| سيدني 2000   | هونغ غو لي · كوريا الجنوبية | يونغ جو جونغ · كوريا الجنوبية | أوسكار دي بيليغرين · إيطاليا   |
| أثينا 2004   | ماريو أوهمي · ألمانيا       | يونغ جو جونغ · كوريا الجنوبية | هونغ غو لي · كوريا الجنوبية    |
| بكين 2008    | تشنغ تشانغجي · الصين        | ماركو فيتالي · إيطاليا        | تسنغ لونغ-هوي · تايبيه الصينية |

#### فردي الرجال المفتوح (واقف)
| Event        | الذهبية                        | الفضية                       | البرونزية                      |
| ------------ | ------------------------------ | ---------------------------- | ------------------------------ |
| برشلونة 1992 | جينس فودج · الدنمارك           | كينيتشي نيشي · اليابان       | هيون كوان تشو · كوريا الجنوبية |
| أتلانتا 1996 | ريشارد أوليجنيك · بولندا       | جان فرانسوا غارسيا · فرنسا   | تاي سونغ آن · كوريا الجنوبية   |
| سيدني 2000   | تاي سونغ آن · كوريا الجنوبية   | سيرهيي أتامانينكو · أوكرانيا | إيمريتش ليكوسا · سلوفاكيا      |
| أثينا 2004   | إيمريتش ليكوسا · سلوفاكيا      | توماس ليزانسكي · بولندا      | تاي سونغ آن · كوريا الجنوبية   |
| بكين 2008    | باتارجاف دامبادونداغ · منغوليا | فابريس منير · فرنسا          | تشين يغانغ · الصين             |

#### فريق الرجال للكراسي المتحركة (دبليو 1/2)
| Event        | الذهبية              | الفضية        | البرونزية              |
| ------------ | -------------------- | ------------- | ---------------------- |
| برشلونة 1992 | ألمانيا (GER)        | إيطاليا (ITA) | كوريا الجنوبية (KOR)   |
| أتلانتا 1996 | ألمانيا (GER)        | إيطاليا (ITA) | كوريا الجنوبية (KOR)   |
| سيدني 2000   | إيطاليا (ITA)        | فرنسا (FRA)   | كوريا الجنوبية (KOR)   |
| أثينا 2004   | كوريا الجنوبية (KOR) | اليابان (JPN) | الولايات المتحدة (USA) |
| بكين 2008    | كوريا الجنوبية (KOR) | الصين (CHN)   | إيطاليا (ITA)          |

#### فرق الرجال المفتوحة (واقف)
| Event        | الذهبية              | الفضية        | البرونزية     |
| ------------ | -------------------- | ------------- | ------------- |
| برشلونة 1992 | كوريا الجنوبية (KOR) | إسبانيا (ESP) | فرنسا (FRA)   |
| أتلانتا 1996 | كوريا الجنوبية (KOR) | بولندا (POL)  | اليابان (JPN) |

### مسابقات السيدات

#### السيدات للكراسي المتحركة (دبليو 1/2)
| Event        | الذهبية                  | الفضية                        | البرونزية                  |
| ------------ | ------------------------ | ----------------------------- | -------------------------- |
| برشلونة 1992 | باولا فانتاتو · إيطاليا  | إيلي كورفا · فنلندا           | هيفوميي سوزوكي · اليابان   |
| أتلانتا 1996 | هيفوميي سوزوكي · اليابان | ساندرا تروكولو · إيطاليا      | باولا فانتاتو · إيطاليا    |
| سيدني 2000   | باولا فانتاتو · إيطاليا  | كاثلين سميث · بريطانيا العظمى | هي سوك كو · كوريا الجنوبية |
| أثينا 2004   | باولا فانتاتو · إيطاليا  | ناوميي إيسوزاكي · اليابان     | ناكو هيراساوا · اليابان    |

#### فردي السيدات المفتوح (واقفة)
| Event        | الذهبية                        | الفضية                         | البرونزية                     |
| ------------ | ------------------------------ | ------------------------------ | ----------------------------- |
| برشلونة 1992 | تاتيانا غريشكو · الفريق الموحد | سيف ثولين · السويد             | هاني تفيد · الدنمارك          |
| أتلانتا 1996 | مالغوجاتا أوليجنيك · بولندا    | أنيتا شابمان · بريطانيا العظمى | ماري فرانسواز هيبويس · فرنسا  |
| سيدني 2000   | أنيتا شابمان · بريطانيا العظمى | مالغوجاتا أوليجنيك · بولندا    | مالغوجاتا كوجينيوسكا · بولندا |
| أثينا 2004   | يانهونغ وانغ · الصين           | واسانا كاربمايتشان · تايلاند   | مالغوجاتا أوليجنيك · بولندا   |

#### فرق السيدات المفتوحة (دبليو 1/2)
| Event        | الذهبية               | الفضية                | البرونزية             |
| ------------ | --------------------- | --------------------- | --------------------- |
| أتلانتا 1996 | إيطاليا (ITA)         | اليابان (JPN)         | بريطانيا العظمى (GBR) |
| سيدني 2000   | إيطاليا (ITA)         | بريطانيا العظمى (GBR) | اليابان (JPN)         |
| أثينا 2004   | بريطانيا العظمى (GBR) | إيطاليا (ITA)         | كوريا الجنوبية (KOR)  |